# Екатерина (сериал)
Вижте пояснителната страница за други значения на Екатерина.
„Екатерина“ (на руски: Екатери́на) е руски исторически сериал, проследяващ живота на принцеса София Августа Фредерика фон Анхалт-Цербст, позната в цял свят като императрица всерусийска Екатерина II Велика.
Слоганът на първия сезон е „Ще царувам или ще загина“ (на руски: Я буду царствовать или погибну).
Слоганът на втория сезон е „Тя се възкачи на трона, за да стане Велика“ (на руски: Она взошла на престол, чтобы стать Великой).
Слоганът на третия сезон е „И нека някой се осмели да ме спре!“ (на руски: И пусть кто-нибудь посмеет меня остановить!).
На 19 март 2020 г. е официално обявено, че сериалът ще бъде удължен с последен четвърти сезон, чиято премиера е запланувана за 2022 г.
На 28 февруари 2021 г. започват записите на сериала Елисавета, който се явява предистория на Екатерина, разказващ за съдбата на императрица Елисавета Петровна, чиято роля се изпълнява от Юлия Хлинина. 

## Сюжет
1. сезон Екатерина
1745 г. императрица Елисавета Петровна не може да има деца, за неин наследник е определен племенникът ѝ Петър Фьодорович. Но какво става, когато той поема управлението на Руската империя? Императрицата решава да го ожени за една от пруските принцеси и ако има син от този брак, тя да го възпита за бъдещ император. Избира принцеса София Августа Фредерика. Принцесата пътува дълго време в мечти за щастлив живот в необятната империя. Когато пристига в Петербург, тя се сблъсква с коварството на императорския двор и безразличието на съпруга си. Приема православното името Екатерина Алексеевна, дадено ѝ от Елисавета Петровна. През 1762 г. Екатерина Алексеевна извършва дворцов преврат и се възкачва на руския престол, ставайки императрица и самодържица всерусийска.
2. сезон Екатерина. Възходът
1768 г. - шестата година от управлението на новата императрица, първата война с Турция започва. В същото време Екатерина II търси начин да сключи законен брак с дългогодишния си любовник Григорий Орлов. Императрицата решава да вземе при себе си сина си от Орлов -
Алексей, за да го направи наследник на трона, в случай, че законният ѝ син Павел Петрович не може да има деца.
Заради нахалното и непредсказуемо поведение на Орлов и проблемите му с мъжкото здраве императрицата се отказва от идеята за брак с него и изпраща сина им Алексей в чужбина, след като се уверява, че Павел Петрович е в състояние да създаде семейство. След като се отказва от Орлов, Екатерина II започва връзка с новия си любим, Григорий Потьомкин. Следващата цел на императрицата е да намери съпруга на Павел Петрович.
1774 г. Руско-турската война завършва с победа за Русия, която установява своя протекторат над Крим и получава достъп до Черно и Азовско море.
1776 г. Екатерина II за втори път оженва Павел Петрович.
1782 г. Екатерина II открива паметника на Петър I в Санкт Петербург и изпраща Павел Петрович със съпругата и децата им на пътуване из Европа.
3. сезон Екатерина. Самозванците
Действието се развива между 11. и 12. епизод от втори сезон, между 1774 и 1776 г.
В императорския двор през 1774 г., царуването на Екатерина е под голяма заплаха от четири страни. Приближава войната с Турция, която може да превърне руската армия в най-добрата или Русия да претърпи смазващо поражение. Освен това, в Париж в ръцете на избягалите поляци и френски авантюристи се крие важен коз срещу Екатерина - Елисавета Тараканова, самопровъзгласилата се дъщеря на Елисавета Петровна.
В южната част на Русия избухва селското въстание, предвождано от Емелян Пугачов, друг самозванец, който твърди, че е Петър III. И накрая, опасност възниква и в двореца - Панин измисля възможността за прехвърляне на властта от Екатерина на нейния син Павел. Съдбата на Русия зависи от решенията на императрицата.

## Актьори
Част от актьорския състав в 1. сезон
- Марина Александрова – София Августа Фредерика / Екатерина Алексеевна, Екатерина II
- Юлия Ауг – Императрица Елисавета Петровна
- Александър Яценко – Петър III
- Владимир Меншов – Граф Бестужев
- Константин Лавроненко – Граф Лесток
- Александър Лазарев мл. – Граф Разумовски
- Ринал Мохаметов – Княз Салтиков
- Сергей Стрелников – Капитан Григорий Орлов
- Изабел Шосниг – Херцогиня Йохана
- Николай Козак – Граф Шувалов
- Виталий Кравченко – Генерал Апраксин
- Елена Шамова – Джема
- Иван Добронравов – Пимен
- Светлана Корчагина – Матрьона
- Алексей Воробьов – Понятовски
- Максим Керин – Брекдорф
- Кирил Рубцов – Бецкой
- Хартмут Круг – Фридрих II
- Витас Ейзенах – Мардефелт
- Патрик Рул Ролин – Шетарди
- Валентина Тализина – Дойка на Иван Антонович
- Николай Лазарев – Отец Симон
- Александър Балуев – Глас зад кадър
- Егор Шалашов – Павел
- Павел Ворожцов – Ломоносов
- Михаил Гаврилов – Алексей Орлов
- Петър Нестеров – Иван Орлов
- Дмитрий Савкин – Фьодор Орлов
- Евгени Данчевски – Архиепископ
- Иван Верховх – Карамалди
- Анастасия Королкова – Лиза Воронцова
- Полина Лазарева – Катя Воронцова

Част от актьорския състав във 2. сезон
- Марина Александрова – императрица Екатерина II
- Павел Табаков – цесаревич Павел Петрович
- Сергей Марин – Григорий Орлов
- Владимир Яглич – Григорий Потьомкин
- Сергей Колтаков – Никита Панин
- Артьом Алексеев – Алексей Орлов
- Михайл Горевой – таен съветник Степан Шешковски
- Любава Грешнова – София Степановна
- Игор Скляр – Бецкой, личен секретар на императрицата
- Марчин Стец – Станислав Август, крал на Полша
- Александър Булатов – Алексей Григориевич
- Антон Денисенко – Семьон Порошин, учител на Павел Петрович
- Марина Митрофанова – Ана Шереметиева
- Станислав Стрелков – Адам Олсуфев
- Алина Томникова – Вилхелмина Хесен-Дармщат / Наталия Алексеевна
- Александър Тъкачев – Андрей Разумовски
- Родион Галюченко – Петър Разумовски
- Леонид Кулагин – архиепископ Гаврил
- Александра Урсуляк – помешчица Дария Салтикова „Салтичиха“
- Татяна Лялина – София Доротея Вюртембергска / Мария Фьодоровна
- Владимир Юматов – граф Петър Шереметев
- Самвел Мужикян – султан Мустафа III
- Саят Абаджян – паша Джанер
- Игор Балалаев - Александър Суворов
- Олег Зима – Кирил Разумовски
- Альона Олкина – Амалия Хесен-Дармщат
- Елисавета Арзамасова – Луиза Августа Хесен-Дармщат
- Александър Воробьов – Василий Шкурин, възпитател на Алексей Григориевич

Актьорския състав в 3. сезон
- Марина Александрова – императрица Екатерина II
- Павел Табаков – цесаревич Павел Петрович
- Сергей Марин – Григорий Орлов
- Владимир Яглич – Григорий Потьомкин
- Сергей Колтаков – Никита Панин
- Артьом Алексеев – Алексей Орлов
- Михайл Горевой – таен съветник Степан Шешковски
- Любава Грешнова – София Степановна
- Игор Скляр – Бецкой, личен секретар на императрицата
- Станислав Стрелков – Адам Олсуфев
- Алина Томникова – Вилхелмина Хесен-Дармщат / Наталия Алексеевна
- Александър Тъкачев – Андрей Разумовски
- Родион Галюченко – Петър Разумовски
- Игор Балалаев - Александър Суворов
- Диана Милютина - Екатерина Нелидова
- Данила Дунаев - Гаврил Державин
- Кузма Саприкин - Денис Фонвизин
- Артур Иванов - Емелян Пугачов
- Ангелина Стречина - княгиня Тараканова

## Снимки
Първият сезон на сериала е заснет през 2014 г., под режисурата на Александър Баранов и Рамил Сабитов, и се състои от 10 епизода. Производители са филмовите компании „Амедиа“ и „Production Value“.
Снимачният процес на втория сезон, който е със заглавие „Екатерина. Възходът“, е в периода от 25 април до 27 юли 2016 г. и разказва историята за царуването на Екатерина Велика на трона на Руската империя, започвайки от шестата година от нейното управление (от 1768 г.), когато бъдещето на една велика страна зависи от решенията ѝ. Вторият сезон, режисиран от Дмитрий Йосифов, се състои от 12 епизода. Тази част е продуцирана от продуцентската компания „Cosmos studio“ и филмовата компания „Амедиа“, с финансовата подкрепа на Министерството на културата на Руската федерация.
През септември 2018 г. започва заснемането на третия сезон, който обхваща периода на въстанието на Емелян Пугачов. Предвижда се премиерата на тази част да бъде през февруари 2019 г.

## Излъчвания по света
| Държава           | Канал           |
| Русия             | Россия 1        |
| Сърбия            | РТС 1           |
| Мексико           | Canal 22 Mexico |
| България          | bTV bTV Lady    |
| Монголия          | Монгол ТВ       |
| Република Сръбска | РТРС            |

## В България
Премиерата на първия сезон на сериала в България е на 10 февруари 2016 г. по bTV с разписание всеки делничен ден от 21:30 ч. Вторият сезон започва на 2 януари 2018 г. по bTV с разписание всеки делничен ден от 21:30 ч. и завършва на 17 януари 2018 г.
| Озвучаващи актьори  | Татяна Захова Йорданка Илова Любомир Младенов Петър Върбанов Симеон Владов |
| Преводачи           | Тония Микова (1. сезон) Биляна Караангова (2. сезон)                       |
| Тонрежисьори        | Цветан Дацов Емил Енев                                                     |
| Режисьор на дублажа | Михаела Минева                                                             |
| Обработка           | Студио „Медиа Линк“                                                        |